# Curt Bader
Curtis Jay Bader –conocido como Curt Bader– (Bloomfield, 5 de enero de 1961) es un deportista estadounidense que compitió en piragüismo en la modalidad de aguas tranquilas. Ganó tres medallas en los Juegos Panamericanos entre los años 1987 y 1995.

## Palmarés internacional
| Juegos Panamericanos | Juegos Panamericanos          | Juegos Panamericanos | Juegos Panamericanos |
| Año                  | Lugar                         | Medalla              | Competición          |
| -------------------- | ----------------------------- | -------------------- | -------------------- |
| 1987                 | Indianápolis (Estados Unidos) | Medalla de oro       | K4 1000 m            |
| 1991                 | La Habana (Cuba)              | Medalla de plata     | K4 1000 m            |
| 1995                 | Mar del Plata (Argentina)     | Medalla de plata     | K4 500 m             |